# Duglászfenyő

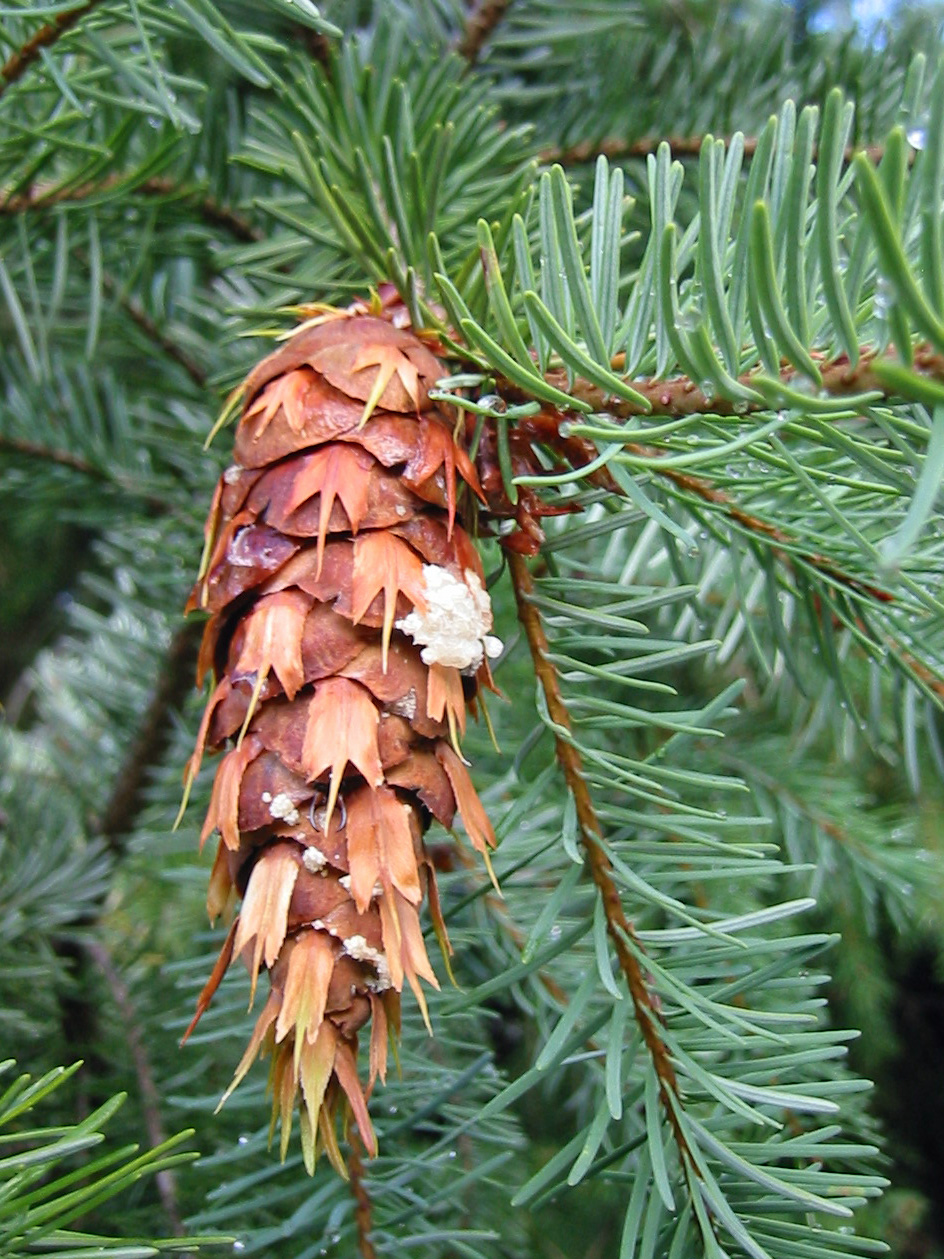
Amerikai duglászfenyő ága és toboza (Cougar Mountain Regional Wildland Park)

A duglászfenyő (Pseudotsuga) a fenyőfélék (Pinaceae) családjának egyik, az egytűs fenyők (jegenyefenyő-formák, Abietoideae) alakkörébe tartozó nemzetsége. Legismertebb faja az amerikai duglászfenyő (oregoni duglászfenyő, közönséges duglászfenyő, Pseudotsuga menziesii), amit éppen ezért gyakorta egyszerűen duglászfenyőnek neveznek.
A nemzetség nevét David Douglas skót botanikusról kapta: ő fedezte fel Kanadában az amerikai duglászfenyőt, ő küldte az első mintapéldányokat Angliába.

## Származása, elterjedése
A nemzetség az északi flórabirodalomban cirkumpacifikus, tehát a Csendes-óceán északi medencéjének partvidékén honos – három faja Észak-Amerikában, kettő Japánban, illetve Kínában. A fajok botanikai elkülönítése meglehetősen nehéz. Éppen ezért a 20. században egyes szerzők 5–20 fajt is számon tartottak.
Az amerikai duglászfenyőt értékes faanyaga miatt Európa egyes vidékeire is sikerrel telepítették be.

## Megjelenése, felépítése
Nagy termetű fa. Eredeti termőhelyén száz méternél is magasabbra nőhet; Magyarországon legnagyobb példánya 32 m magas. Törzsének átmérője elérheti a 2,5 m-t. Az eddig ismert legnagyobb példány egy parti duglászfenyő volt, a Whatcom Tree Washington állam Whatcom megyéjében. Ez a fa 1897-ben, amikor kivágták, 480 éves és 145 m magas volt; térfogata elérte a 720 m³-t. A jelenlegi legnagyobb példány az Oregon állam Coos megyéjében álló, 100,3 m magas Brummitt Fir.
Megjelenése és lombozata a lucfenyőéhez hasonlít. Vörösbarna hajtásain sűrű pöttyök sorjáznak.
Lágy, hajlékony, 2–3 cm hosszú, 2–3 mm széles, lapos, egyenes levelei megdörzsölve narancsillatúak. A hosszú, lágy, lapos tűlevél fonákán két sor vékony, fehér légzőnyílás fut végig. A lehulló levél helyén a hajtásokon kerek heg marad.
Zömök ellipszoid alakú pollenje a család legtöbb nemzetségétől eltérően (a másik kivétel a vörösfenyő) egy légzsákos.
Megnyúlt tojás alakú, lecsüngő toboza éretten egészben hullik le.

## Életmódja, termőhelye, ökológiája
Az egyes levelek élettartama akár 8 év is lehet. Toboza egy év alatt érik be.

## Felhasználása
Gyantás fája értékes, sokoldalúan használható; bútorfának is egészen kiváló.

## Kártevői
Az észak-amerikai erdőségekben a legtöbb kárt a fenyőrontó fonálféreg (Bursaphelenchus xylophilus) teszi benne. Ez a faj az ültetvényekkel már Portugáliába is átterjedt; továbbterjedését az Európai Unió szigorú exportkorlátozásokkal próbálja meggátolni. Tűleveleit és rügyeit a Choristoneura freemani nevű sodrómoly pusztítja.